# Vito Stassi
Vito Stassi, detto Carusci (Vituci Stasi Karushi in albanese; Piana degli Albanesi, 1876 – Piana degli Albanesi, 28 aprile 1921), è stato un sindacalista e politico italiano, della minoranza albanese in Sicilia. Militante socialista, fu assassinato dalla Mafia.

## Biografia
Vito Stassi nacque a Piana degli Albanesi nel 1876. Dal 1915 al 1918 svolse il servizio militare in Albania, esercitando l'attività di interprete e che approfondì la conoscenza della lingua albanese da autodidatta, utilizzando una grammatica albanese che gli fu fornita da un altro compaesano, il tenente Salvatore Di Salvo.
Dirigente socialista e presidente della Lega dei contadini di Piana degli Albanesi, allora detta Piana dei Greci, la sera del 28 aprile 1921 fu assassinato da tre sicari mafiosi, episodio della strategia mafiosa  che si prefiggeva con violenza e terrorismo di ridurre al silenzio il movimento sindacale e politico uscito rafforzato dal biennio rosso.
Il capo-lega di Piana degli Albanesi, Vito Stassi Karushi, fronteggiò mafiosi e gabelloti. L'omicidio di Vito Stassi Karushi scosse profondamente i cittadini di Piana degli Albanesi e il delitto segnò un cambiamento di clima politicosociale. Da allora, pur venendo a mancare al partito socialista l'uomo in grado di organizzare una risposta alla mafia, dai successi importanti delle occupazioni delle terre del "biennio rosso", a Nicola Barbato, sino alla strage di Portella della Ginestra, gli arbëreshë hanno sempre più decisamente lottato contro la criminalità organizzata.
Nel ricordo di Vito Stassi Karushi, nell'aprile 2013, novantadue anni dopo l'assassinio, il presidente del Senato, Piero Grasso, insieme a tre sopravvissuti italo-albanesi alla strage di Portella della Ginestra (Serafino Petta, Mario Nicosia e Giacomo Schirò), alla presenza dell'Eparca Sotìr Ferrara e al più alto clero greco-cattolico dell'Eparchia di Piana degli Albanesi e all'amministrazione comunale guidata dal sindaco prof. Vito Scalia, hanno scoperto nel luogo del suo assassinio, in una traversa di Corso Kastriota, una lapide in sua memoria.
A lui è intitolata inoltre la piazzetta, già detta S. Demetrio, antistante la Cattedrale di Piana degli Albanesi.